# Ztriwer
Ztriwer er en dansk animationsfilm fra 2016 instrueret af Amalie Næsby.

## Handling
Zebraen Zøren er den sejeste danser på Savannen - en stribet John Travolta. Men den bagende sol kalder på en kølig dukkert, og da Zøren ikke vasker sort og hvidt sammen, smider han striberne ved bredden og springer på hovedet i det lille vandhul. Han er knapt nået tilbage til overfladen, da han ser, at striberne er væk. Stjålet! Hvordan kan han nu vende tilbage til flokken? Er han overhovedet en zebra, når han ikke har nogen striber?